# 5737 Itoh
5737 Itoh (1989 SK) là một tiểu hành tinh vành đai chính được phát hiện ngày 30 tháng 9 năm 1989 bởi T. Nomura và K. Kawanishi ở Minami-Oda.